# Eva Rechlin
Eva Edita Anna Helene Rechlin, eigentlich: Eva Bartoschek-Rechlin, auch: Eva Bartoschek (* 17. September 1928 in Prillwitz; † 30. April 2011 in Berchtesgaden) war eine deutsche Schriftstellerin.

## Leben
Eva Rechlin war die Tochter des evangelischen Theologen, Pastors und späteren Propstes Karl-Ferdinand Rechlin (1891–1956). Sie wuchs an verschiedenen Orten Mecklenburgs auf; u. a. war der Vater in Wesenberg und ab 1934 in Neubrandenburg tätig. Eva Rechlin besuchte die Volksschule und anschließend ein Lyzeum. Ab 1943 lebte die Familie im mecklenburgischen Pinnow. Nach dem Einmarsch der Roten Armee musste Eva Rechlin die Schule abbrechen und  Zwangsarbeit für die sowjetischen Besatzungstruppen verrichten. Nachdem sie schweren Misshandlungen ausgesetzt gewesen und an Typhus erkrankt war, gelang ihr die Flucht in die Britische Besatzungszone, wo sie in der Lüneburger Heide lebte. Sie litt inzwischen an einem Hungerödem, erhielt allerdings erst 1948 die Genehmigung, zur ärztlichen Behandlung nach Schweden auszureisen. Bis 1950 lebte sie anschließend in Göttingen. Aus der 1949 geschlossenen Ehe mit Arnold Bartoschek ging 1951 ein Sohn hervor.
Eva Rechlin hatte bereits als Schülerin mit dem Verfassen literarischer Texte begonnen. Ab Anfang der Fünfzigerjahre veröffentlichte sie als freie Schriftstellerin Romane, Erzählungen, Kinder- und Jugendbücher, Gedichte, Liedtexte, Stücke für das Laientheater, Hörspiele und Drehbücher zu Fernsehspielen. Sie war seit 1947 Mitglied des Niedersächsischen Schriftstellerverbandes; später gehörte sie dem Verband Deutscher Schriftsteller an.
Seit 1950 lebte Eva Rechlin mit ihrer Familie im Haus Wolfshügel in Schönau am Königssee.

## Auszeichnungen
- 1956: Ehrenliste des Hans-Christian-Andersen-Preises mit Tonki soll leben (Jugendroman)
- 1987: Mecklenburger Kulturpreis

## Werke
- Die Schatzsucher aus der Gustergasse, Stuttgart 1952
- Die kleinen Geheimnisse, Stuttgart 1953
- Das große Abenteuer des kleinen Schakal, Stuttgart 1954
- Der Mond kommt von Finnland, Stuttgart 1954
- Wie Gott die Welt erschuf, Stuttgart 1954 (zusammen mit Luitgard Mueller)
- Wir steuern das Schiff zu dritt, Stuttgart 1954
- Eveline und die andern, Stuttgart 1955
- Der liederliche Ferdinand, Stuttgart 1955
- Tonki soll leben, Stuttgart 1955
- Für einen Groschen Glück, München 1956
- Jobia geht zur Krippe, München 1956
- Das Osterfest des kleinen Salah, München 1956
- Der Stern der Armen, München 1956
- Christof und Johanna, Stuttgart 1957
- Martin und sein Herr, München 1957
- Tijan und seine Geister, Lahr/Schwarzwald 1957
- Die Weihnachtskarawane, München 1957
- Ahimeh, Stuttgart 1958
- Ibrahims Weihnachtsgeschenk, München 1958
- Wie Noah in die Arche ging, Stuttgart 1958 (zusammen mit Irene von Deym)
- Die Arche Noah, Gütersloh 1959 (zusammen mit Reinhard Herrmann)
- Ein Spiel zum Muttertag, München 1959
- Vom Mondmichel, der Piepsmaus und den Teufelchen, Oldenburg (Oldb.) [u. a.] 1959 (zusammen mit Karla Braun)
- Die Töchter, Stuttgart 1960
- Heut wandern wir zum Zoo, Oldenburg [u. a.] 1961 (zusammen mit Lilo Fromm)
- Hafengasse Nr. 8, Balve 1963 (zusammen mit Franz Josef Tripp)
- Das Schiff in den Wolken und andere Erzählungen, Stuttgart 1963
- Schlittenfahrt in Wesenberg, Berlin [u. a.] 1963 (zusammen mit Heiner Rothfuchs)
- Till und Tina im Gebirge, Oldenburg [u. a.] 1963 (zusammen mit Pepperl Ott)
- Vaterland – deine Kinder, Stuttgart 1963
- Barbara, Mainz 1965
- Juliane, Lahr/Schwarzwald 1965
- Der Kinderkönig, München 1965
- Rot, gelb, grün, Oldenburg [u. a.] 1965 (zusammen mit Marianne Cruse)
- Das Wegzeichen, München 1965
- Quartier im Pastorat, Heilbronn 1966
- Drops, Donauwörth 1967
- Katharina, Karin, Mainz 1967
- Dick-Zuviel weiß zuviel. Dick-Zuviel malt zuviel, Stuttgart 1969 (zusammen mit Thomas Loebell)
- Dominique, junger Gast aus Frankreich, Heilbronn 1969 (unter dem Namen Eva Bartoschek-Rechlin)
- Kall und der Zauberer, St. Augustin 1970
- Das Ungeheuer von Klippeneiland, Sankt Augustin 1970
- Der Weihnachtsweg, Wuppertal-Barmen 1970 (zusammen mit Emmy Claire-Haag)
- Die kleinen Geheimnisse, Stuttgart 1971
- Krischan-Geschichten, Wuppertal 1971
- Mäuse schlafen. Schneckenreise, Stuttgart 1971 (zusammen mit Pepperl Ott)
- Wiedersehen in Saint Malo, Heilbronn 1971 (unter dem Namen Eva Bartoschek-Rechlin, zusammen mit Christian Bartoschek-Rechlin)
- Der grüne Hurrikan, Düsseldorf 1972
- Ein Job für einen Engel, Weinheim (Bergstraße) 1972
- Krischan und Katinka, Wuppertal 1972
- Dick-Zuviel: nascht zuviel, putzt zuviel, knallt zuviel, Stuttgart 1973
- Ein Huhn mit 2 was legt 3 was, Düsseldorf 1973 (zusammen mit Georg Bossert)
- Stimmen haben Wind und Tier, Düsseldorf 1973
- Tankstelle Kaleschke, Recklinghausen 1973
- Eine Woche Liralaura, Düsseldorf 1973
- Bébé Bernadette, Heilbronn 1974
- Es verschwanden Karpfen, Truthahn und Gans, Wuppertal-Barmen 1974
- In der Minute, die jetzt ist ..., München 1974 (zusammen mit Elisabeth Schulenberg)
- Spiel in der Hütte, Weinheim (Bergstraße) 1974
- Die Legionäre, Weinheim (Bergstraße) 1975
- Etwas wie Freundschaft oder mehr, Würzburg 1976
- Hafis, Weinheim/Bergstraße 1976
- Der liederliche Ferdinand, Weinheim/Bergstraße 1976
- Alarm im Schloßmuseum, Düsseldorf 1978
- Was wird aus Monika, Düsseldorf 1978
- Gottes Sohn ist heut geboren, Wuppertal-Barmen 1979
- Spuk im Hochhaus, Düsseldorf 1980
- Mein Pinguin träumt, Oldenburg 1981 (zusammen mit Christian Kämpf)
- Tom Quarky und das dille Dong von Polstar, Oldenburg [u. a.] 1981
- Wollweberstraße Nr. 2, Bayreuth 1981
- Anita und die Backwerk-Detektive, Hannover 1982
- Die Nacht der Zugvögel, Bayreuth 1983
- Christian auf Entdeckungen, Freiburg im Breisgau [u. a.] 1984
- Keine Zeit für Träume, Bindlach 1987
- Ein Nest für drei, Düsseldorf 1987 (zusammen mit Elisabeth Zink-Pingel)
- Tobinos Insel, Düsseldorf 1987
- Das Mondhüttenbuch, Düsseldorf 1988
- Ein Tag mit Kater Adalbert, Düsseldorf 1988 (zusammen mit Elisabeth Zink-Pingel)
- Träumereien und Schnurrpfeifereien, Düsseldorf 1988
- Vögel am Nil, Wuppertal [u. a.] 1989
- Das gestohlene Christkind, Wuppertal [u. a.] 1990
- Kinder der Besiegten, Wuppertal [u. a.] 1991
- Ein Löffel voll Drops, Remseck bei Stuttgart 1993
- Abschied von Askalon, Heimbronn 1996
- Mit einem Freund an der Seite, Kevelaer 1999
- Zoff im Advent, Lahr 2000
- Gemeinsam unterwegs mit dir, Kevelaer 2001
- Mit Gesang und Glockenklang, Frankfurt (Main) 2002
- Die kreative Sprach-Werkstatt, Horneburg/Niederelbe 2003
- Der Fremde in der Wüste, Kevelaer 2006